# Futebol Clube de Crestuma
O Futebol Clube de Crestuma é um clube português localizado na freguesia de Crestuma, concelho de Vila Nova de Gaia, distrito do Porto. O clube foi fundado em 28 de Março de 1937. Os seus jogos em casa são disputados provisoriamente no Centro de Treinos e Formação Desportiva Olival/Crestuma ate voltar a ter novo estádio.
A equipa de futebol sénior participa 2ª Divisão da Associação de Futebol do Porto.

## Palmares:
- 1.ª Divisão da AF Porto 1975/76